# Ållebergs ryttare

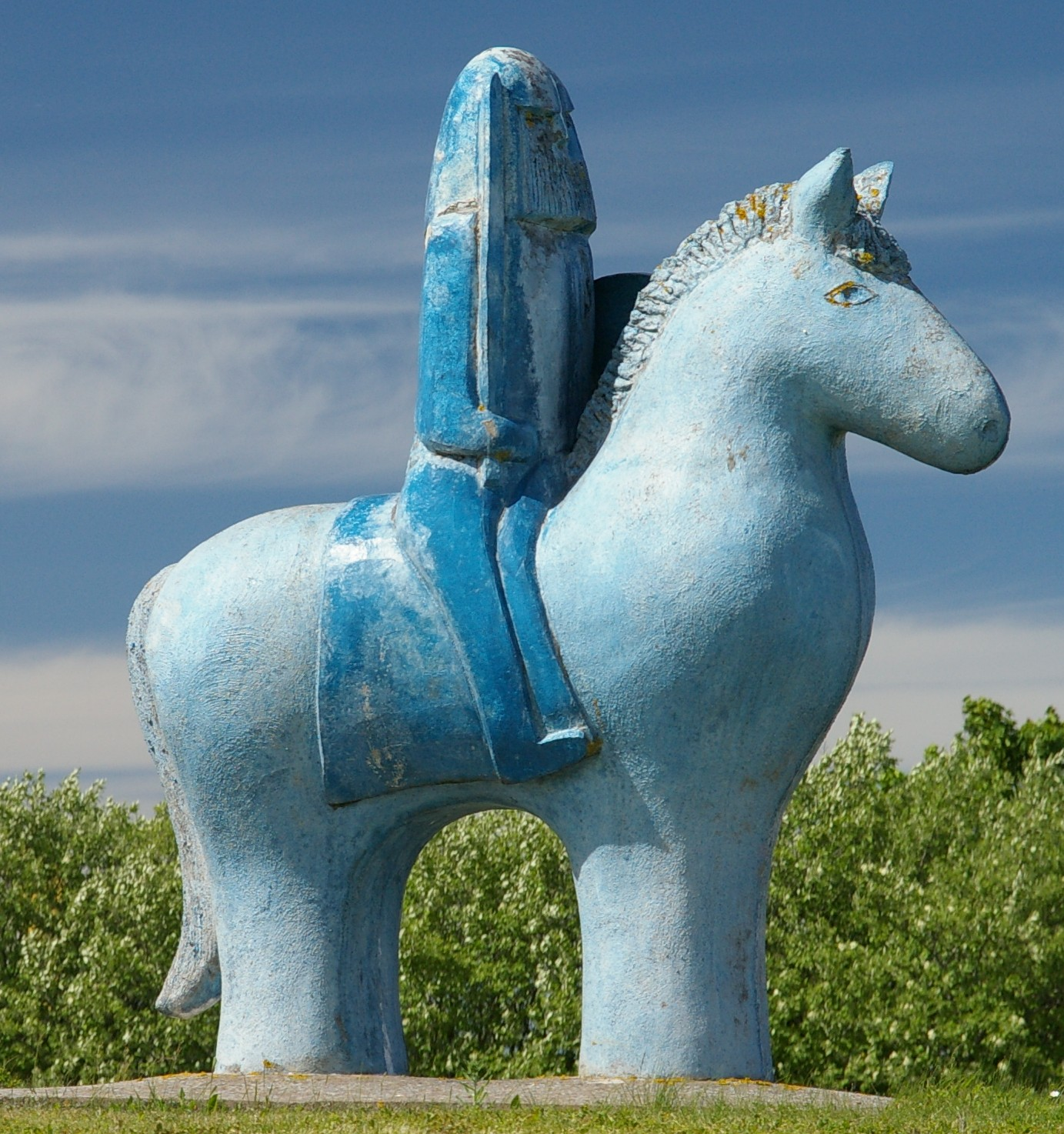
Ållebergs ryttare av Åsa Gustavssons formgivning i Ållebergsrondellen utanför Falköping.

Ållebergs ryttare är den mest kända av sägnerna kring Ålleberg nära Falköping på Falbygden i Västergötland. Övriga sägner handlar om trollkäringen Ålla som byker sin tvätt så hela bygden läggs i dimma, de gäckande guldskatterna som blivit till gråsten i dagsljuset och den forsande jordälven som brutit fram när brunnar grävts i närheten av berget.
Ållebergs ryttare är sannolikt en folkvandringstida skapelsemyt som återfinns i t.ex. Holger Danske och hans kämpar som bor under Kronborgs slott, Karl den stores riddare och kung Arturs riddare kring runda bordet. Under folkvandringstiden efter det sönderfallande romarriket blev det viktigt att knyta sina kungar till äldre föreställningar och släktskap för att ge legitimitet åt de nya härskarna.
Antalet ryttare anges i sägnerna till "tusentals och åter tusentals". Ofta förekommer uppgiften att det ska ha varit tolv ryttare men denna uppgift hör samman med att "tolf gyllene ryttare" slöt upp vid sidan om den nordiska hären när drottning Margareta drabbade samman med Albrekt av Mecklenburg i slaget vid Åsle 1389. 
Den vanligaste av sägnerna om Ållebergs ryttare handlar om en bonde som for med ett lass säd till marknaden i Falköping. När han passerade Ållebergs ände kom en man och bad få köpa hela lasset. Bonden följde den främmande mannen in i en sal inne i berget. Där låg riddarna och sov fullt stridsklädda. Bonden råkade stöta till ett betsel så det klingade, varvid ryttarna vaknade och undrade om det var dags. Mannen, som köpt lasset, försäkrade att de kunde sova vidare. 
"När dimman ligger tjock över Ålleberg kan man fortfarande skymta riddarna komma dundrandes ut från bergets sal..." brukade de äldre i Falköpingstrakten säga när de berättade om myten.

## I barnböcker
I barnlitteraturen har sägnen återberättats några gånger. I bokserien Barnbiblioteket Saga finnes i bok No 160 berättelsen "Kämparna i Ålleberg" av Aino Nordlund. I denna berättelse namnges bland andra kung Erik, kung Gösta och Sten Sture. Enligt denna saga ökas antalet "vakter" allt eftersom. Ett annat exempel är boken Tvillingsystrarna Slöta och Luttra av Gerth Bragnå från 1998.

## I konsten
Falköpingskonstnären Åsa Gustavsson tillverkade under många år en keramikskulptur föreställande Ållebergs ryttare. En staty av Gustavssons design står mitt i Ållebergsrondellen i utkanten av Falköping. Statyn är tillverkad i betong med hjälp av företaget Strängbetong i Herrljunga kommun.

## I nutiden
Under åren 1994-2001 sattes två musikteaterföreställningar upp kring Ållebergssägnerna: "Spelet om Ållebergs ryttare" skriven av Per-Olof Ljungberg samt "I dimmorna kring Ålleberg" skriven av Roger Karlén. Ållebergssägerna finns sammanställda och beskrivna av Roger Karlen.